# Caligavis
Caligavis es un género de aves paseriformes perteneciente a la familia Meliphagidae. Sus miembros son nativos de Nueva Guinea y Australia, y anteriormente se clasificaban en el género Lichenostomus. 

## Taxonomía
El género Caligavis fue restaurado a raíz de un análisis filogenético publicado en 2011 que demostró que Lichenostomus era polifilético, por lo que se escindió en varios géneros.
El género contiene tres especies:
- Caligavis chrysops - mielero carigualdo (sur y este de Australia);
- Caligavis subfrenata - mielero gorjinegro (Nueva Guinea);
- Caligavis obscura - mielero oscuro (Nueva Guinea).

El nombre Caligavis fue acuñado por el ornitólogo Tom Iredale en 1956. La palabra es la combinación de las palabras latinas caligo que significa «oscuridad» y avis «ave».